# Mark Kondratiuk
Pour les articles homonymes, voir Kondratiouk.
Mark Valrievitch Kondratiouk (en russe : Марк Валерьевич Кондратюк), anglicisé en Mark Kondratiuk, né le 3 septembre 2003 à Podolsk est un patineur artistique russe.

## Biographie

### Carrière sportive
Il a commencé à patiner à l'âge de 2006. On lui diagnostique à l'âge de 13 ans la maladie d'Osgood-Schlatter, à la suite de quoi il rate les saisons 2016/17 et 2017/18. Il se classe notamment seizième aux Championnats juniors de Russie en 2017 et participe à un certain nombre d'internationaux juniors, remportant cinq médailles.
En novembre 2019, il fait ses débuts internationaux seniors avec une première victoire à la Bosphorus Cup en Turquie. En janvier 2020, il a remporté l'argent à la Mentor Toruń Cup en Pologne. D'abord retenu comme remplaçant pour les Championnats de Russie 2021 à Tcheliabinsk en décembre, il intègre la compétition à la suite du forfait de Artur Danielian (en) ; il crée la surprise en remportant la médaille de bronze en terminant troisième du programme court et deuxième du patinage libre.
Il intègre la compétition par équipe mixte du Trophée Channel One 2021, une compétition entre les meilleurs russes, où il se classe en individuel troisième du programme court, puis premier du programme libre, devant le champion national Mikhail Kolyada. Décrochant le deuxième quota masculin russe pour les championnats du monde 2021, Kondratiuk a quelques difficulté et finira à la cinquième place.
Pour la saison 2021-2022, il s'engage dans le trophée Nebelhorn pour tenter de décrocher une troisième place olympique pour les hommes russes ; Kondratiuk se classe cinquième du programme court et deuxième du programme libre avec finalement une médaille de bronze, synonyme de qualification sur les sept places olympiques en jeu. Lors des championnats russes en 2022, Kondratiuk est classé deuxième du programme court avec un retard de 0,26 point derrière le leader Evgeni Semenenko. Troisième en deuxième manche, il remporte la médaille d'or, devançant Mikhail Kolyada de six dixièmes. Il faisant ses débuts aux championnats d'Europe à Tallinn où il établit son record de point d'abord dans le programme court propre (2e derrière Andrei Mozalev) puis avec la première place dans le programme libre : il devient champion d'Europe et il est officiellement intégré dans l'équipe olympique russe.
Aux Jeux olympiques de Pékin de 2022, il aborde la compétition en tant que membre de l'équipe mixte : sa troisième place du programme court rapporte 8 points puis 9 points avec sa deuxième place dans le libre. En additionnant les points de toutes les épreuves, l'équipe du comité russe olympique décroche la médaille d'or. Cependant, deux ans plus tard, le Tribunal Arbitral du Sport (TAS) prononce une suspension de quatre ans à l'encontre de Kamila Valieva, membre de l'équipe qui a remporté l'or. La décision du Tribunal arbitral du sport signifie que la Russie perd le titre dans l’épreuve par équipe et récupère la médaille de bronze.

## Palmarès
| Compétition | 2021    | 2022    | 2023    | 2024    | 2025    |  |  |  |  |  |  |  |  |  |
| Jeux olympiques d'hiver |         | 15e     |         |         |         |  |  |  |  |  |  |  |  |  |
| Championnats du monde |         | CI      | CI      | CI      | CI      |  |  |  |  |  |  |  |  |  |
| Championnats d’Europe | CA      | 1er     | CI      | CI      | CI      |  |  |  |  |  |  |  |  |  |
| Championnats de Russie | 3e      | 1er     | A       | 10e     | 5e      |  |  |  |  |  |  |  |  |  |
| |         |         |         |         |         |  |  |  |  |  |  |  |  |  |
| Grand Prix ISU | 2020/21 | 2021/22 | 2022/23 | 2023/24 | 2024/25 |  |  |  |  |  |  |  |  |  |
| Finale du Grand Prix | CA      | CA      | CI      | CI      | CI      |  |  |  |  |  |  |  |  |  |
| Coupe de Russie |         | 8e      | CI      | CI      | CI      |  |  |  |  |  |  |  |  |  |
| Légende : A = Abandon ; CA = Compétitions annulées à cause de la pandémie de Covid-19 ; CI = Compétitions interdites aux athlètes russes |         |         |         |         |         |  |  |  |  |  |  |  |  |  |